# Соціалістична партія — інші
Соціалістична партія — інші (фр. Socialistische Partij Anders, SP.A) — бельгійська фламандська соціал-демократична політична партія. Партія праці має 13 місць із 150 у Палаті представників Федерального парламенту Бельгії та 2 місця із 22 виділених для Бельгії у Європарламенті (входить до фракції Прогресивний альянс соціалістів і демократів).

## Історія
Партія утворилася у 1885 році під назвою Бельгійська робітнича партія. Партія діяла до 1940 року, коли вона була заборонена німецькою окупаційною владою. У 1945 році активістами робітничої партії була заснована Бельгійська соціалістична партія. У 1978 році стався розкол партії на валлонську і фламандську партії.
Соціалістична партія протягом тривалого часу була молодшим партнером партії Християнські демократи і фламандці. Представник партії Віллі Клаас був генеральним секретарем НАТО.
У 2001 році партія отримала сучасну назву — Соціалістична партія — інші. На виборах 2009 року до фламандського парламенту Соціалістична партія — інші отримала 15,3 відсотків голосів виборців. Вона увійшла в уряд з християнськими демократами і фламандськими націоналістами і отримала посади трьох міністрів.

## Участь у виборах
| Рік                            | Голосів                        | Місць                          | Δ                              |
| Вибори до Палати представників | Вибори до Палати представників | Вибори до Палати представників | Вибори до Палати представників |
| ------------------------------ | ------------------------------ | ------------------------------ | ------------------------------ |
| 1978                           | 684 485 (12,37 %)              | 26                             |                                |
| 1981                           | 744 586 (12,4 %)               | 26                             | ▬                              |
| 1985                           | 882 200 (14,6 %)               | 32                             | ▲ 6                            |
| 1987                           | 915 432 (14,9 %)               | 32                             | ▬                              |
| 1991                           | 737 976 (12 %)                 | 28                             | ▼ 4                            |
| 1995                           | 762 444 (12,6 %)               | 20                             | ▼ 8                            |
| 1999                           | 593 372 (9,5 %)                | 14                             | ▼ 6                            |
| 2003                           | 979 750 (14,9 %)               | 23                             | ▲ 9                            |
| 2007                           | 684 390 (10,26 %)              | 14                             | ▼ 9                            |
| 2010                           | 572 799 (8,98 %)               | 13                             | ▼ 1                            |
| Вибори до Європарламенту       |                                |                                |                                |
| 1979                           | 698 889 (20,9 %)               | 3 из 24                        |                                |
| 1984                           | 979 702 (28,13 %)              | 4 из 24                        | ▲ 1                            |
| 1989                           | 733 242 (20,04 %)              | 3 из 24                        | ▼ 1                            |
| 1994                           | 651 371 (17,63 %)              | 3 из 25                        | ▬                              |
| 1999                           | 550 237 (14,21 %)              | 2 из 25                        | ▼ 1                            |
| 2004                           | 716 317 (17,83 %)              | 3 из 24                        | ▲ 1                            |
| 2009                           | 539 393 (13,23 %)              | 2 из 22                        | ▼ 1                            |